# Arthur Lowe (acteur)
Pour les articles homonymes, voir Lowe et Arthur Lowe (homonymie).

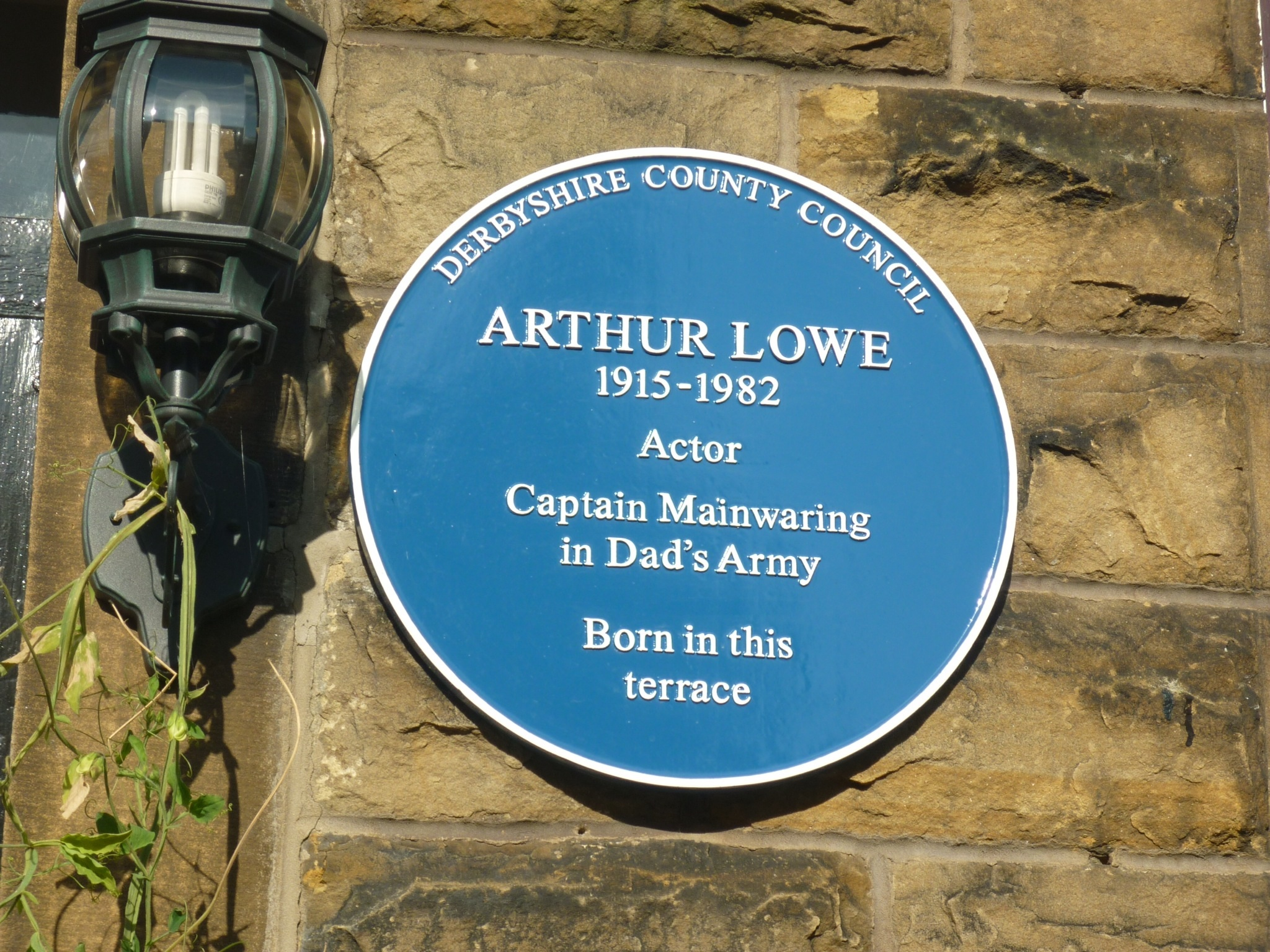
Plaque commémorative sur la maison natale d'Arthur Lowe

Arthur Lowe (né le 2 septembre 1915 à Hayfield (Derbyshire) , mort le 15 avril 1982) est un acteur britannique.
Il a remporté le British Academy Film Award du meilleur acteur dans un rôle secondaire en 1973 pour son rôle dans Le Meilleur des mondes possible.

## Filmographie partielle
- 1949 : Noblesse oblige (Kind Hearts and Coronets) de Robert Hamer : le reporter
- 1963 : Le Prix d'un homme (This Sporting Life) de Lindsay Anderson : Slomer
- 1968 : If.... de Lindsay Anderson : Mr. Kemp
- 1968-1977 : Dad's Army (série télévisée) : Capitaine George Mainwaring
- 1971 : Dad's Army de Norman Cohen : Capitaine George Mainwaring
- 1972 : Dieu et mon droit (The Ruling Class) de Peter Medak : Tucker
- 1973 : Le Meilleur des mondes possible (O Lucky Man!) de Lindsay Anderson : Mr. Duff / Charlie Johnson / Dr. Munda
- 1977 : The Strange Case of the End of Civilization as We Know Itde Joseph McGrath (téléfilm) : Dr. William Watson, M.D.
- 1979 : Une femme disparaît (The Lady Vanishes) d'Anthony Page : Jeremy Charters
- 1982 : Britannia Hospital de Lindsay Anderson : un patient invité

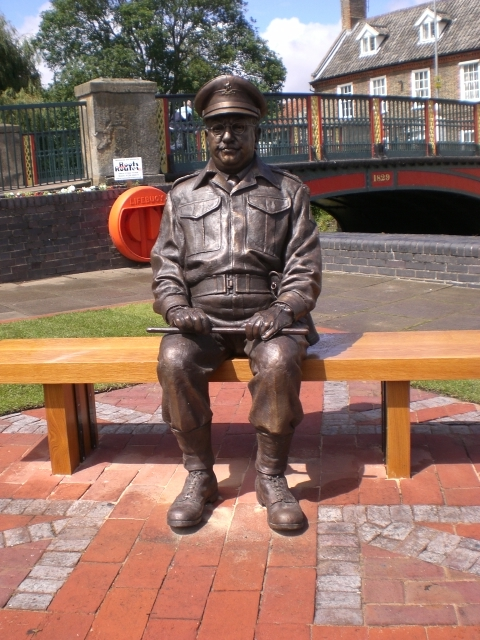
Statue d'Arthur Lowe dans son rôle du personnage Captain Mainwaring dans Dad's Army